# Chotěšov (Jesenice)
Chotěšov je malá vesnice, část města Jesenice v okrese Rakovník ve Středočeském kraji. V roce 2011 zde trvale žilo 41 obyvatel ve 26 domech. Katastrální území vesnice měří rozlohu 3,12 km².

## Název
Název pochází z archaického tvaru „*chotěš“ (= chceš), druhé osoby přítomného času slovesa „chtít“ se zachovalým kmenovým „o“, jako jej nalezneme např. ve slově „ochota“.

## Historie
První písemná zmínka o vesnici pochází z roku 1399.

## Obyvatelstvo
Při sčítání lidu v roce 1921 zde žilo 164 obyvatel (z toho 82 mužů), z nichž bylo devět Čechoslováků a 155 Němců. Všichni se hlásili k římskokatolické církvi. Podle sčítání lidu z roku 1930 měla vesnice 174 obyvatel: 26 Čechoslováků, 147 Němců a jednoho cizince. Až na jednoho evangelíka byli římskými katolíky.
| Rok            | 1869 | 1880 | 1890 | 1900 | 1910 | 1921 | 1930 | 1950 | 1961 | 1970 | 1980 | 1991 | 2001 | 2011 | 2021 |
| -------------- | ---- | ---- | ---- | ---- | ---- | ---- | ---- | ---- | ---- | ---- | ---- | ---- | ---- | ---- | ---- |
| Počet obyvatel | 160  | 149  | 123  | 124  | 161  | 164  | 174  | 84   | 76   | 68   | 75   | 51   | 50   | 41   | 39   |
| Počet domů     | 28   | 30   | 28   | 30   | 34   | 35   | 36   | 39   | 42   | 22   | 21   | 22   | 25   | 26   | 26   |

## Obecní správa
Při sčítání lidu v letech 1850–1975 Chotěšov byl samostatnou obcí, se kterým patřil nejprve do okresu Podbořany, ale v letech 1961–1975 v okrese Rakovník. Od 1. července 1975 je částí města Jesenice v okrese Rakovník. Od 12. června 1960 do 30. června 1975 k obci patřilo Bedlno.

## Pamětihodnosti
- Boží muka u silnice do Petrohradu asi půl kilometru za vesnicí
- Kaple na návsi